# ハジマレ, THE GATE!!
「ハジマレ, THE GATE!!」（ハジマレ ザ ゲート）は、『Animelo Summer Live 2015 -THE GATE-』の配信シングルである。

## 概要
- 『Animelo Summer Live 2015 -THE GATE-』のテーマ曲として、ドワンゴの「animelo mix」等で配信されるほか同ライブの公式パンフレット付属の特典CDに音源、特典DVDにミュージックビデオが収録された。
- Animelo Summer Liveのテーマ曲としては2012年「INFINITY 〜1000年の夢〜」以来3年ぶりの新規製作楽曲となっている。

## 楽曲
- ハジマレ, THE GATE!!
  - 作詞：畑亜貴、作曲・編曲：渡辺和紀
  - 参加アーティスト：i☆Ris、angela、井口裕香、今井麻美、内田彩、内田真礼、小野賢章、GRANRODEO、黒崎真音、昆夏美、ZAQ、鈴木このみ、TRUSTRICK、西沢幸奏、Pile、春奈るな、ミルキィホームズ、ゆいかおり